# Kareby
Kareby is een plaats in de gemeente Kungälv in het landschap Bohuslän en de provincie Västra Götalands län in Zweden. De plaats heeft 286 inwoners (2005) en een oppervlakte van 22 hectare.